# Hanenstaartwidavink
De hanenstaartwidavink (Euplectes progne) is een zangvogel uit de familie Ploceidae (Wevers).

## Kenmerken
Het vederkleed van deze 63 cm grote vogel is zwart met roodoranje vleugeldekveren met een geelwitte rand en bruingerande vleugelveren. De ogen zijn bruin, de snavel is blauwgrijs en de poten bruinzwart. Het bruine vrouwtje is aan de onderzijde lichter met een zwartbruine staart. De staart meet ongeveer 25 cm.

## Voortplanting
Deze vogel legt zijn eieren in het nest van andere vogels, maar het widajong doodt de jongen van zijn pleegouders niet.

## Verspreiding en leefgebied
Deze soort komt voor in oostelijk en het zuidelijke deel van Centraal-Afrika en telt 3 ondersoorten:
- Euplectes progne delamerei: centraal Kenia.
- Euplectes progne delacouri: Angola, zuidelijk Congo-Kinshasa en Zambia.
- Euplectes progne progne: van zuidoostelijk Botswana tot oostelijk Zuid-Afrika.